# Hita (Spagna)
Hita è un comune spagnolo di 325 abitanti (2022) situato nella comunità autonoma di Castiglia-La Mancia.

## Luoghi di interesse
Di impianto medievale, Hita possiede antiche mura cittadine e i ruderi di un castello.